# Jean-Jacques Honorat
Jean-Jacques Honorat (1 de abril de 1931 – Porto Príncipe, 26 de julho de 2023) foi um político haitiano.

## Biografia
Seu pai Georges atuava como ministro do Interior. Formou-se em Agronomia e em Direito. Foi ministro do Turismo entre 1959 e 1961, depois enfrentou François Duvalier e passou a ser ativista dos direitos humanos. Em dezembro de 1980, após Jean-Claude Duvalier o expulsar do país, ele foi morar em Nova Iorque, nos Estados Unidos. Atuou como diretor do Centro Haitiano dos Direitos Humanos (CHADEL).
Honorat chegou ao cargo de primeiro-ministro do Haiti após o golpe de 1991 que depôs o presidente Jean-Bertrand Aristide e seu primeiro-ministro, René Préval. Honorat, que nasceu em 1 de abril de 1931 na capital do país, conseguiu o cargo sob o novo governo do presidente interino, Joseph Nérette, porém a permanência de Honorat duraria pouco e terminaria após a intervenção militar comandada por Raoul Cédras. Passou oito meses no cargo antes de renunciar. Também atuou com honra desde outubro de 1991 até o final do ano como ministro das Relações Exteriores e Culto. Em 19 de junho de 1992, os militares forçaram-no a renunciar ao cargo após negociar, sem êxito, um quadro das sanções econômicas haitianas.
Honorat morreu em 26 de julho de 2023, aos 92 anos, em Porto Príncipe.